# Federação de Futebol de Vanuatu
A Federação de Futebol de Vanuatu (em inglês: Vanuatu Football Federation, ou VFF; em francês: Fédération de Football du Vanuatu; em bislamá: Vanuatu Futbol Nalnal) é o órgão dirigente do futebol em Vanuatu. Ela é a responsável pela organização dos campeonatos disputados no país, bem como da Seleção Nacional masculina e feminina.